# 평촌초등학교 (경기)
평촌초등학교는 대한민국 경기도 안양시 동안구에 있는 공립 초등학교이다.

## 학교 연혁
- 1993년 5월 1일 평촌국민학교 개교(12학급)
- 1995년 10월 23일 경기도교육청 지정 교육과정 운영 시범학교 운영보고
- 1996년 3월 1일 평촌초등학교로 개명
- 2002년 9월 17일 경기도교육청 지정 독서교육 시범학교 운영보고
- 2003년 3월 1일 ~ 2004년 2월 29일 교육인적자원부 지정 교원대 편입생 실습대용학교 운영(1년)
- 2005년 3월 1일 ~ 2007년 2월 28일 경기도교육청지정 지역사회학교 시범학교 운영(2년)
- 2012년 3월 1일 39학급 편성
- 2013년 2월 15일 제20회 졸업(남 172명 여 174명 총 346명) 총 졸업생 6414명
- 2013년 3월 1일 평촌초등학교 병설유치원 개원(2학급)
- 2018년 3월 1일 42학급 편성
- 2018년 9월 1일 제11대 이승춘교장 부임

## 참고 자료
- 평촌초등학교 - 한국교육학술정보원 학교알리미